# Bermagui
Bermagui är en ort i Australien. Den ligger i kommunen Bega Valley och delstaten New South Wales, i den sydöstra delen av landet, omkring 300 kilometer söder om delstatshuvudstaden Sydney.
Trakten är glest befolkad. Bermagui är det största samhället i trakten. Genomsnittlig årsnederbörd är 1 305 millimeter. Den regnigaste månaden är april, med i genomsnitt 168 mm nederbörd, och den torraste är juli, med 5 mm nederbörd.